# Sataspes infernalis
Sataspes infernalis là một loài bướm đêm thuộc họ Sphingidae. Nó được tìm thấy ở tây nam và đông bắc Ấn Độ, Bangladesh, miền bắc Myanmar và miền bắc Thái Lan.
Phía trên phần giữa màu vàng, trừ một dải ngang màu đen.

## Hình ảnh

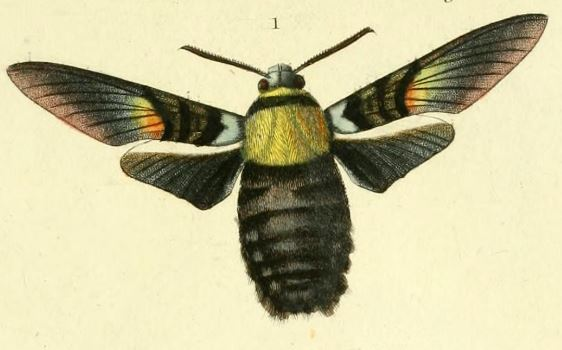